# Парк культури і відпочинку (фільм)
«Парк культури і відпочинку» — романтичний комедійний фільм 2009 кінорежисера і сценариста Грега Моттола.

## Зміст
Події відбуваються влітку 1987 року. Головного героя Джеймса Бреннана (Джессі Айзенберг) нещодавно покинула дівчина, він закінчив коледж і планує вчитися в Колумбійському університеті в Нью-Йорку на журналіста, а перед початком навчання помандрувати по Європі з другом дитинства. Але його плани руйнуються, коли батьки повідомляють йому, що не зможуть дозволити собі подорож Джеймса до Європи. Під загрозою опиняється і його навчання в університеті. У нього є тільки один вихід — забути про Європу і знайти роботу на літо. Це виявляється не так просто, Джеймсу всюди відмовляють. Але раптом удача: його беруть на роботу в парк розваг під назвою «Країна пригод».

## Ролі
| Актор             | Роль           |
| ----------------- | -------------- |
| Джессі Айзенберг  | Джеймс Бреннан |
| Крістен Стюарт    | Емілі Ем Левін |
| Раян Рейнольдс    | Майк Коннелл   |
| Марґарита Левієва | Ліза Пі        |
| Мартін Старр      | Джоел          |
| Метт Буш          | Томмі Фриго    |
| Білл Гейдер       | Боббі          |
| Крістен Віг       | Полетт         |
| Венді Мелік       | місіс Бреннан  |

## Знімальна група
- Режисер — Грег Моттола
- Сценарист — Грег Моттола
- Продюсер — Енн Кері, Тед Гоуп, Вільям Горберг
- Композитор — Yo La Tengo